# New World Resources
New World Resources Plc (NWR) byl jedním z předních producentů černého uhlí ve střední Evropě. Firma těžila prostřednictvím své dceřiné společnosti OKD koksovatelné a energetické uhlí pro středoevropský ocelářský a energetický průmysl. Společnost NWR měla sídlo v Nizozemsku a v jejím vedení a představenstvu jsou manažeři s mezinárodními zkušenostmi i znalostí regionu. V celé skupině NWR bylo zaměstnáno 15 000 lidí.(NWR AR 2013)

## Těžba uhlí
NWR disponuje dle klasifikace metodiky JORC uhelnými zásobami v rozsahu 374 milionů tun.[zdroj?] NWR měla v rámci střední Evropy strategickou polohu a svou produkci dodávala prestižním zákazníkům v regionu. Mezi nejvýznamnější zákazníky patřily ArcelorMittal, ČEZ, Veolia Energie, Moravia Steel, U.S. Steel, Verbund, Voestalpine a ThyssenKrupp.[zdroj?]

## IPO společnosti

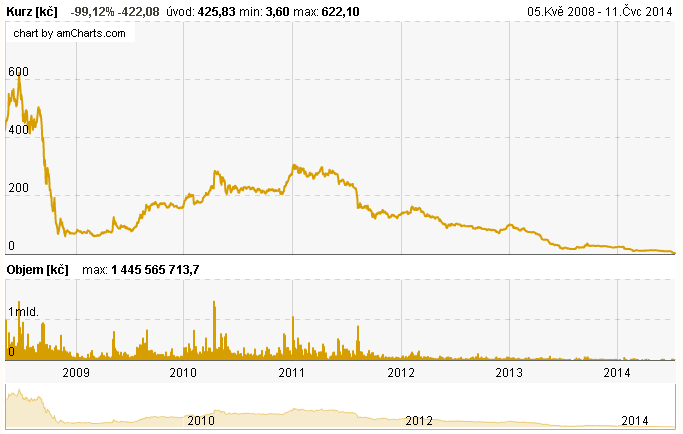
Akcie NWR, graf ceny na Burze Praha

V dubnu 2011 představenstva New World Resources Plc a New World Resources N.V. (NWR NV) společně oznámila doporučenou nabídku na převzetí akcií druhu A NWR NV. Dne 5. května 2011 byly obdrženy akceptace nabídky ve výši 97 % akcií druhu A NWR NV a NWR byla zapsána na oficiální seznam londýnské burzy cenných papírů a akcie zde začaly být obchodovány. Ve stejný den začaly být akcie obchodovány na burze v Praze a o několik dní později, 9. května 2011, na burze ve Varšavě. NWR nabyla také 100% akcií druhu B NWR NV. 
Akcie společnosti NWR NV byly od května 2008 kotovány na akciových burzách v Londýně, Praze a Varšavě. Uvedení akcií společnosti NWR NV představovalo největší IPO na londýnské burze v roce 2008 a jediné IPO na burze v Praze v tomto roce. NWR byla součástí FTSE Small Cap indexu.[zdroj?]
Obchodování s akciemi NWR bylo na londýnské burze pozastaveno 4. května 2016. Tentýž den rozhodla i pražská burza cenných papírů o pozastavení obchodování s akciemi NWR, jejichž hodnota se k onomu datu propadla o 30 % na 7 haléřů. Počátkem listopadu 2016 akcionáři společnosti New World Resources (NWR) schválili na své valné hromadě dobrovolnou likvidaci firmy.

## Historie
- 2005 V Nizozemsku byla založena společnost s ručením omezeným New World Resources B.V. a stala se holdingovou společností pro důlní provozy, koksovny a některé další činnosti skupiny NWR.
- 2008 New World Resources B.V. změnila právní formu a stala se akciovou společností New World Resources N.V., která uvedla své akcie na burzu v Londýně, Varšavě a Praze.
- 2011 - New World Resources Plc byla založena ve Velké Británii a na základě nabídky na převzetí akcií se stala mateřskou společností New World Resources N.V. V květnu se akcie druhu A New World Resources Plc začaly obchodovat na burzách v Londýně, Varšavě a Praze.
- 2013 - prodej dceřiné společnosti OKK Koksovny[4]
- 2014 - firma ohlásila za předchozí rok čistou ztrátu přes 970 milionů eur (téměř 27 miliard korun).[5]
- 2016 - konec obchodování na burze a následná likvidace firmy[3]